# The Birth of Patriotism
The Birth of Patriotism er en amerikansk stumfilm fra 1917 af E. Magnus Ingleton.

## Medvirkende
- Irene Hunt som Anne
- Ann Forrest som Mary
- Leo Pierson som Johnny Roberts
- Ernest Shields som Sam Peters
- Frank Caffray som Ike